# Mlado jezero
Akumulacijsko jezero Mlado jezero se nalazi oko 7 kilometara od grada Kakanj (BiH). Nastalo je nakon klizanja tla u području naselja Ribnica i preusmeravanjem korita reke Ribnice. Područje je u prethodnim decenijama bilo atraktivno mesto za odmor sa sadržajima za mogućnost ribolova, kampovanja i plivanja.

## Spoljašnje veze
- Izvor:BH-Index: Kakanj dobio novo jezero: Aktiviranjem klizišta zatvoreno korito rijeke Ribnice'  (bos.)